# Ungmennafélagið Fjölnir
Ungmennafélagið Fjölnir (často pouze Fjölnir) je islandský sportovní klub se sídlem v reykjavícké městské části Grafarvogur, který byl založen v roce 1988. Jméno Fjölnir je spjato s islandskými dějinami – jde o jedno z Ódinových jmen, jméno legendárního krále ze ságy o Ynglinzích sepsané Snorrim Sturlusonem a později jméno Fjölnir nesl obrozenecký časopis vydávaný v dánské Kodani mezi lety 1835 až 1847. Ve znaku klubu jsou dvě žlutá F zrcadlově proti sobě v modrém štítě, nad nimi žlutý nápis „Fjölnir“. Jeho mužský fotbalový oddíl hrál nejvyšší islandskou ligu v roce 2020. Kromě fotbalu Fjölnir organizuje například oddíly basketbalu, gymnastiky, házené, ledního hokeje nebo karate.

## Fotbal

Graf s výsledky fotbalistů Fjölniru v jednotlivých ročnících islandských ligových soutěží od roku 1998

Mužský fotbalový oddíl zakončil ročník 2019 ve 2. nejvyšší soutěži na druhém místě a postoupil tak do Besta deild karla, ze které po pěti letech sestoupil v ročníku 2018 z předposledního místa. Od ročníku 2021 hraje opět v první lize. V domácím poháru zažil Fjölnir největší úspěch, když se dvakrát za sebou v letech 2007 a 2008 probojoval až do finále, v němž v roce 2007 podlehl týmu FH 2:1 a o rok později KR 1:0.
Fotbalistky Fjölniru hrají od ročníku 2023 třetí nejvyšší ligu, v ročníku 2024 skončily na 6 místě.